# Low (Foo Fighters)
Low è un singolo del gruppo musicale statunitense Foo Fighters, pubblicato il 23 giugno 2003 come terzo estratto dal quarto album in studio One by One.

## Video musicale
Il video mostra il frontman Dave Grohl e Jack Black entrare in un motel, dove cominciano a ubriacarsi e a vestirsi da donna. Per i suoi contenuti il video non venne trasmesso da MTV. È uno dei due videoclip dei Foo Fighters (l'altro è quello di Walking After You) in cui la band non interpreta il brano.

## Tracce
Testi e musiche dei Foo Fighters, eccetto dove indicato.
CD (Australia)
1. Low (Album Version) – 4:28
2. Never Talking to You Again (Live) – 1:56 (Grant Hart)
3. Enough Space (Live) – 2:43
4. Low (Video) – 5:39
5. CD-ROM Bonus Clip – 0:57

CD (Regno Unito – parte 1), 7" (Regno Unito)
1. Low (Album Version) – 4:28
2. Never Talking to You Again (Live) – 1:56 (Grant Hart)
3. CD-ROM Bonus Clip – 6:36 – video; assente nell'edizione 7"

CD (Regno Unito – parte 2)
1. Low (Album Version) – 4:28
2. Enough Space (Live) – 2:43
3. Low (Video) – 5:36

## Formazione
Gruppo
- Dave Grohl – voce, chitarra
- Taylor Hawkins – batteria
- Nate Mendel – basso
- Chris Shiflett – chitarra

Produzione
- Nick Raskulinecz – produzione, registrazione
- Foo Fighters – produzione
- Jim Scott – missaggio
- Bob Ludwig – mastering

## Classifiche
| Classifica (2003)             | Posizione massima |
| ----------------------------- | ----------------- |
| Australia                     | 40                |
| Paesi Bassi                   | 100               |
| Regno Unito                   | 21                |
| Regno Unito (rock & metal)    | 6                 |
| Stati Uniti (alternative)     | 15                |
| Stati Uniti (mainstream rock) | 23                |